# Amata (Australie-Méridionale)
Pour les articles homonymes, voir Amata.
Amata est une communauté aborigène de la zone d'administration locale d'Anangu Pitjantjatjara Yankunytjatjara, dans l'extrême nord-ouest de l'État d'Australie-Méridionale, en Australie.

## Géographie

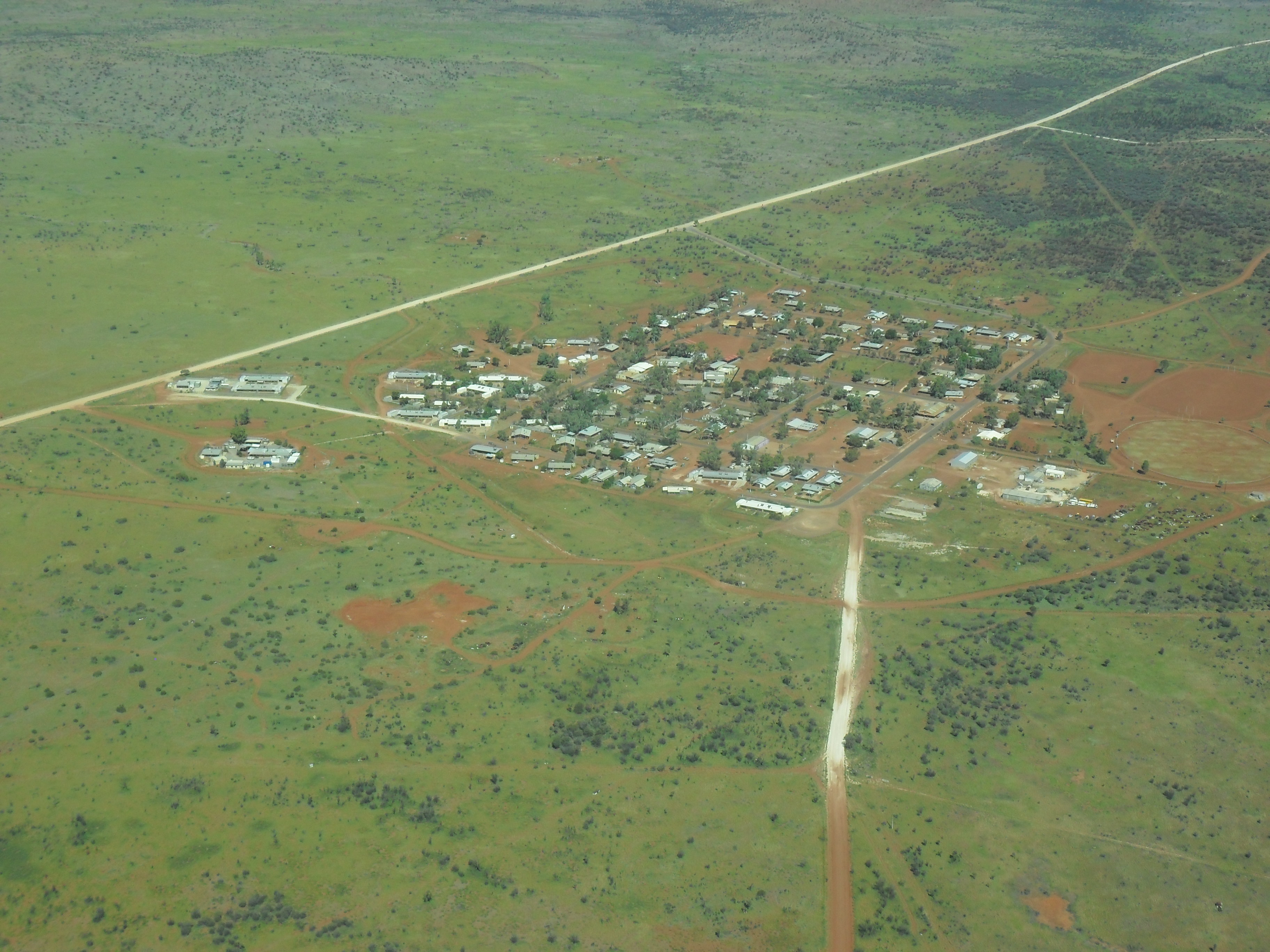
Amata

### Situation
Amata est située à 690 m d'altitude, à l'ouest de la communauté d'Ernabella/Pukatja, au pied de l'extrémité occidentale des monts Musgrave. Elle se trouve à environ 115 kilomètres au sud d'Uluru (Ayers Rock), à environ 250 kilomètres à l'ouest de l'autoroute Stuart et à environ 14 kilomètres au sud de la frontière entre l'Australie-Méridionale et le Territoire du Nord. 
| Ville         | Distance (km) | Position par rapport à la ville |
| ------------- | ------------- | ------------------------------- |
| Adélaïde      | 1407          | nord-ouest                      |
| Alice Springs | 380 (environ) | sud-ouest                       |
| Sidney        | 2106          |                                 |

### Météorologie
| Mois                              | jan. | fév. | mars | avril | mai | juin | jui. | août | sep. | oct. | nov. | déc. | année |
| --------------------------------- | ---- | ---- | ---- | ----- | --- | ---- | ---- | ---- | ---- | ---- | ---- | ---- | ----- |
| Température minimale moyenne (°C) | 21,8 |      |      |       |     | 5    |      |      |      |      |      |      |       |
| Température maximale moyenne (°C) | 37,1 |      |      |       |     | 19,7 |      |      |      |      |      |      |       |

Les précipitations annuelles s'élèvent à 222,6 mm.

## Administration
Amata se situe dans le fuseau horaire Temps standard d'Australie centrale (anglais : Australian Central Standard Time, ACST). Son code postal est 5710. L'administration de la communauté est décrite par un Plan structurel.

### Police
La communauté possède un poste de police, qui n'est pas occupé de façon permanente. La police d'Australie-Méridionale, basée à Marla, effectue des patrouilles dans la zone. Un examen indépendant, conduit, en mai 2007, par Tony Abbott, membre de la chambre des représentants d'Australie, indique qu'Amata mérite une présence policière permanente avec environ deux officiers. Quelques patrouilles de nuit, effectuées par des résidents, ont été menées, dans le passé, afin d'accroître la sécurité de la communauté. En l'absence de la police, la communauté est desservie par deux agents communautaires. L'Association de la police d'Australie-Méridionale (anglais : Police Association of South Australia) qualifie le poste de police d'Amata de « honte », avec ses « abris sales et mal équipés ». Le financement public de nouveaux postes permet la remise à niveau du poste d'Amata. Le gouvernement de l'État confirme, le 3 août 2007, son intention de dépenser 5 900 000 € (7 500 000 dollars australiens) à Amata et Pukatja, pour créer de nouveaux postes de police, des installations judiciaires et des cellules, ainsi que des logements pour la police, avec les installations associées. 

### Politique
Amata fait partie du district électoral de Giles, dans la circonscription électorale de Grey. Pour les élections de l'État (pour élire le Parlement d'Australie-Méridionale), un bureau de vote mobile est installé à Amata.

## Démographie
En 2016, 90,3 % de la population de Amata est aborigène.
5,6 % de la population déclare ne parler que l'anglais à la maison, alors que 81,1 % de la population déclare parler le pitjantjatjara et 0,7 % le warlpiri.
C'est une des six communautés principales sur « Les Terres » (les autres étant Ernabella/Pukatja, Fregon/Kaltjiti, Indulkana, Mimili et Pipalyatjara). Bien qu'elle soit située en dehors du territoire traditionnel du peuple Anangu, certains membres de celui-ci y vivent néanmoins.
Les recherches du Bureau australien des statistiques indique, en 2003, que les données du recensement de 2001 montrent qu'Amata a, dans l'État d'Australie-Méridionale, l'un des taux les plus élevés d'aborigènes résidents (89 %). De même, Amata a, à cette époque, l'un des rapports femmes/hommes les plus élevés de l'État d'Australie-Méridionale, avec 54,6 % (le plus élevé étant celui de Springton, avec 57,2 %). Amata, comme la plupart des communautés d'Anangu Pitjantjatjara Yankunytjatjara, possède l'une des plus fortes proportions de l'État de résidents nés en Australie (97 %), la plus forte proportion de familles monoparentales (27,3 %), mais le plus faible taux d'utilisation d'ordinateur personnel (5,5 %). 
Amata semble avoir une population croissante, contrairement à la tendance des autres communautés aborigènes. De 180 résidents en 1981, elle n'a cessé de croître, passant de 350 durant les années 1990 à 536 en 1996.
| 1981 | 1996 | 2006 | 2016 |
| ---- | ---- | ---- | ---- |
| 180  | 536  | 319  | 455  |

## Histoire
Amata est créée, en 1961, sous le nom de Musgrave Park, par le gouvernement de l'État d'Australie-Méridionale. Cette communauté a alors pour objectif de diminuer la pression démographique dans celle de Pukatja (anciennement Ernabella). Le peuple aborigène devait y apprendre à travailler pour l'industrie du bétail. Une école est ouverte en 1968. Les Blancs prennent en charge l'administration à partir de 1974.
La majorité de la population d'Amata a le pitjantjatjara comme langue maternelle et l'anglais comme seconde langue.

## Économie
Amata est ravitaillée, de façon hebdomadaire, par un camion. Il y a un magasin généraliste.
L'approvisionnement en eau est effectuée grâce à des forages. L'eau pompée est conservée dans des réservoirs au niveau du sol et pompée, à la demande, dans des réservoirs surélevés permettant l'écoulement par gravité.
L'élevage est, initialement, la base de l'économie, mais une maladie décime les troupeaux et cette activité disparaît.

### Emploi
L'emploi est organisé par un programme de Projets d'emplois pour le développement communautaire (CDEP).

## Transports
Amata possède un aérodrome, dont le code est AMT, selon la liste des codes AITA des aéroports. C'est la seule piste d'atterrissage goudronnée dans les terres d'Anangu Pitjantjatjara Yankunytjatjara. Elle a une longueur de 1 408 m. Deux vols hebdomadaires permettent l'acheminement du courrier.
La communauté est reliée à Adélaïde par l' et l'. Le trajet de 1 400 kilomètres comporte 200 kilomètres de pistes en terre. Les rues d'Amata sont goudronnées.
Un permis de l'Anangu Pitjantjatjara Yankunytjatjara est nécessaire pour accéder à Amata, car la terre est détenue en pleine propriété par les résidents aborigènes.

## Logement
Amata comporte environ soixante habitations.

## Équipements
Amata dispose d'un centre communautaire de loisirs. La communauté est dotée de réseaux d'assainissement et de distribution d'électricité.

## Éducation
Amata possède une école, une des neuf écoles de l'Anangu Pitjantjatjara Yankunytjatjara. Elle est rénovée, entre 2003 et 2005, et sa piscine est améliorée, en 2007, grâce à des fonds des gouvernements de l'État et fédéral. La piscine a ouvert ses portes, le 24 juin 2007, en présence du premier ministre d'Australie-Méridionale, Mike Rann. Amata dispose d'un collège d'enseignement technique et complémentaire (communément appelé « TAFE » en Australie-Méridionale). 

## Santé
Il y a une clinique à Amata. La communauté présente un taux élevé de toxicomanie, ce qui a conduit le gouvernement de l'Australie-Méridionale à proposer la création d'un centre de réadaptation à Amata. La maison pour personnes âgées est gérée par un comité comprenant des membres de Nganampa, Tjurma et Amata.

## Religion
Amata possède une église communautaire, appartenant à l'Église unifiée d'Australie. En 2012, des travaux de réfection sont entrepris, sous l'égide de l'église de Port-Melbourne. L'église est repeinte et l'équipement électrique refait.

## Culture
La vente des œuvres d'art locales joue un rôle important dans le succès de la communauté Amata. Tjala Arts, fondée en 1999, expose les œuvres de sept artistes d'Amata, à Canberra, en 2006. Dans le budget de 2007 de l'État, le gouvernement sud-australien a annoncé l'attribution de 280 000 € (350 000 dollars australiens) pour un nouveau centre artistique à Amata.
Une grande partie de l'iconographie des peintures d'Amata est basée sur les premiers modèles utilisés par les artistes, dans leur punus, ou sculptures sur bois. Les punus, décoré avec des traces de brûlures linéaires, décrivant des courbes répétitives, continuent à être produits par le peuple Amata.

## Environnement
À Amata, la collecte des déchets est organisée. La communauté a lancé un programme de plantation d'arbres.

## Personnalités liées à la commune
- Queenie Adamson (née vers 1942, à Ernabella, Australie-Méridionale - 2003), peintre, chasseuse, tresseuse de paniers et sculptrice sur bois.
- Mandy Adamson (née en 1960, à Ernabella, Australie-Méridionale), fille de Queenie Adamson, peintre.
- Katanari Tjilya Burton (née vers 1939, à Amata), peintre.
- Paniny Mick (née vers 1939, à Rocket Bore, près de Mulga Park, Territoire du Nord), peintre.
- Ruby Williamson, peintre.
- Langaliki Derose, peintre.
- Betty Kutunga Munti, peintre.
- Gail Napangati, peintre.
- Naomi Kantjuri, peintre.
- Sonia David, peintre.
- Hector Burton, peintre.
- Paddy Kunmanara, peintre.
- Tiger Palpatja, peintre.
- Mick Wikilyiri, peintre.